# Peter Wtewael

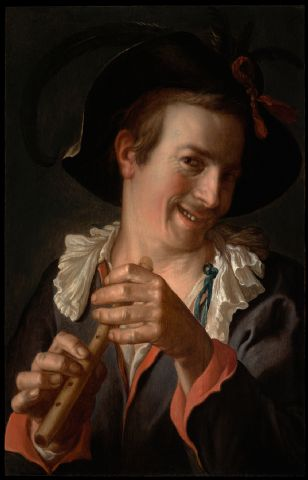
Een lachende fluitspeler, 1623

Peter Wtewael (Utrecht, 5 juni 1596 - aldaar, begraven 13 februari 1660) was een Nederlands kunstschilder uit de Gouden Eeuw. Hij was de oudste zoon van Joachim Wtewael, die ook zijn leermeester was, en Christina van Halen. Zijn jongere broer Johan Wtewael (1598-1652) was eveneens kunstschilder.
Wtewael vervaardigde onder meer religieuze en mythologische werken en enkele keukenscènes. Hij wordt wel gerekend tot de Utrechtse Caravaggisten, hoewel hij voor zover bekend nooit in Italië is geweest. De kunstenaar werkte in de stijl van zijn vader, maar zijn werk vertoont ook invloeden van Abraham Bloemaert en Gerrit van Honthorst. Zijn oeuvre is beperkt van omvang en kwam bijna geheel tot stand in de periode 1620 - 1630.
Evenals zijn vader was hij actief in de vlashandel en als raad in de vroedschap betrokken bij de plaatselijke politiek. In die laatste positie volgde hij zijn zieke vader op op 1 oktober 1636. Later vervulde hij ook de functie van schepen. Ook was hij actief in de kerkelijke gemeente. De beide broers bleven vrijgezel en woonden in het huis van hun ouders. Johan werd in 1639 wel lid van het Sint-Lucasgilde; van Peter is geen registratie bekend.
Het Centraal Museum in Utrecht beschikt over een portret van Peter Wtewael dat werd gemaakt door zijn vader in het kader van een serie familieportretten; deze serie familieportretten, waaronder genoemd portret, kwam door vererving via het huwelijk Jacob Martens-Aletta Pater (zij was een kleindochter van Joachim Wtewael) in 1663 in de familie Martens en vervolgens in het bezit van het Centraal Museum in 1972 door een legaat van hun nazaat jhr. Constant Martens (1889-1972).